# أوليفر إدموندز غلين
أوليفر إدموندز غلين (بالإنجليزية: Oliver Edmunds Glenn) هو رياضياتي أمريكي، (ولد في Vevay, Indiana ‏ في الولايات المتحدة 1878  م).